# علف‌های هرز (فیلم ۱۳۷۹)
علف‌های هرز فیلمی ایرانی به کارگردانی قدرت‌الله صلح‌میرزایی، نویسندگی مهدی احمدی و تهیه‌کنندگی محمد بانکی و اصغر بانکی محصول سال ۱۳۷۹ است. این فیلم در فروردین ۱۳۸۰ برروی پردهٔ سینما رفت.

## خلاصهٔ فیلم
یک باند بمب‌گذار بین‌المللی که قصد دارند هنگام ورود هیئت‌های کشورهای مختلف به اصفهان، بمبی را منفجر کنند و...

## جشنواره‌ها
این فیلم در پنجمین دورهٔ جشن خانهٔ سینما (۱۳۸۰) در بخش پوستر (اعلان دیواری) نمونهٔ فیلم (آنونس) حضور داشته‌است.